# Mick Jagger
Sir Michael Philip Jagger, detto Mick (Dartford, 26 luglio 1943), è un cantautore, musicista e attore britannico.
Fondatore e frontman dei Rolling Stones, è considerato una delle personalità più influenti della musica rock. Nel 2008 è stato posizionato al 16º posto nella lista dei 100 migliori cantanti secondo Rolling Stone.

## Biografia

### I primi anni (1943-1961)
Nasce da una famiglia borghese presso il Livingstone Hospital di Dartford (Kent), a circa trenta chilometri a est di Londra, in Inghilterra. Figlio di Basil Fanshawe "Joe" Jagger (13 aprile 1913 - 11 novembre 2006) - un insegnante come il nonno (Ernest David Jagger) - e di Eva Ensley Mary (6 aprile 1913 - 18 maggio 2000), parrucchiera e attivista politica d'origine australiana. Mick Jagger ha un fratello minore, Chris, nato il 19 dicembre 1947, che come il padre intraprenderà la carriera di insegnante. Mick, invece, cantava già da piccolo, e nel 1950, alle scuole elementari di Dartford, conosce Keith Richards, futuro amico e co-leader della band.
Nel 1956 inizia a suonare per diletto con due compagni di scuola, ma senza esibirsi. Nell'estate del 1960 appare per la prima volta in pubblico nella sala parrocchiale di Dartford, con una canzone di Buddy Holly. Nel 1961 Keith e Mick si incontrano nuovamente, e con grande sorpresa scoprono d'aver coltivato una comune passione per il rhythm and blues. Nel 1962 Jagger si trasferisce in Edith Grove (quartiere Chelsea), a Londra, per studiare economia e diventare o un giornalista o, come sua madre, un politico; tuttavia, il suo amico Keith lo esorta a continuare a cantare e a fondare con lui una band musicale: cominciano così a provare vari brani rock presso uno scantinato di Ealing Broadway (in seguito chiamato il Ferry Club).

### I primi Rolling Stones (1962-1969)

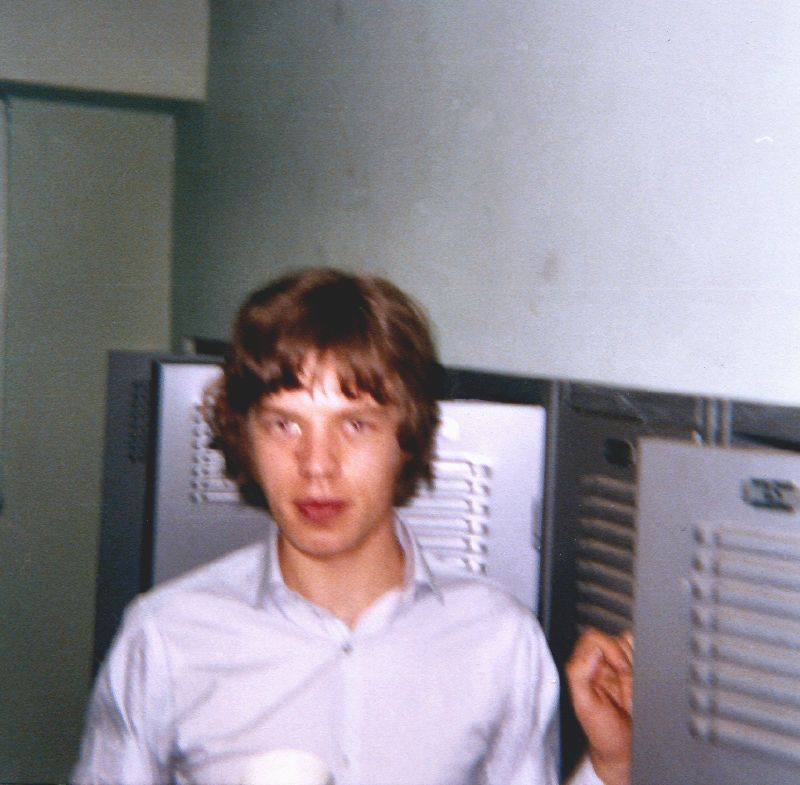
Mick Jagger, ventunenne, prima di un concerto dei Rolling Stones al Georgia Southern College, il 4 maggio 1965

Nel 1962 si aggiungono al gruppo i musicisti Brian Jones, Bill Wyman e Charlie Watts, un sodalizio che determina la nascita di una delle band più importanti nella storia della musica rock, i Rolling Stones, nome ispirato da un brano di Muddy Waters (e non, come erroneamente si pensa, alla canzone Like a Rolling Stone di Bob Dylan, composta soltanto tre anni dopo, nel 1965). 
La coppia Jagger-Richards diventa quindi il cuore del gruppo: il secondo compone la musica, mentre il primo scrive i testi delle canzoni - anche se talvolta i ruoli si mescolano. Jagger, intanto, coltiva e sviluppa il suo talento da front-man, rivelandosi un vero e proprio "animale" da palcoscenico: oggi è considerato una vera leggenda del rock mondiale grazie al carisma, alla sensualità e all'estro con i quali ha sempre affrontato le proprie esibizioni. 
La prima apparizione degli Stones si tiene al celebre Marquee Club di Londra il 12 luglio 1962. L'anno dopo, Mick Jagger abbandona gli studi in favore della carriera di cantante. La sua tipica voce sensuale passa da cover relative ad artisti come Chuck Berry e Bo Diddley a canzoni originali, scritte con Keith. La musica e la fama del gruppo crescono, sull'onda del connubio sesso, droga e rock'n'roll. Nel 1967 Jagger e Richards vengono arrestati per detenzione di stupefacenti, e condannati a tre mesi di reclusione, pena poi commutata in libertà condizionale.

### I Rolling Stones (1970-1980)

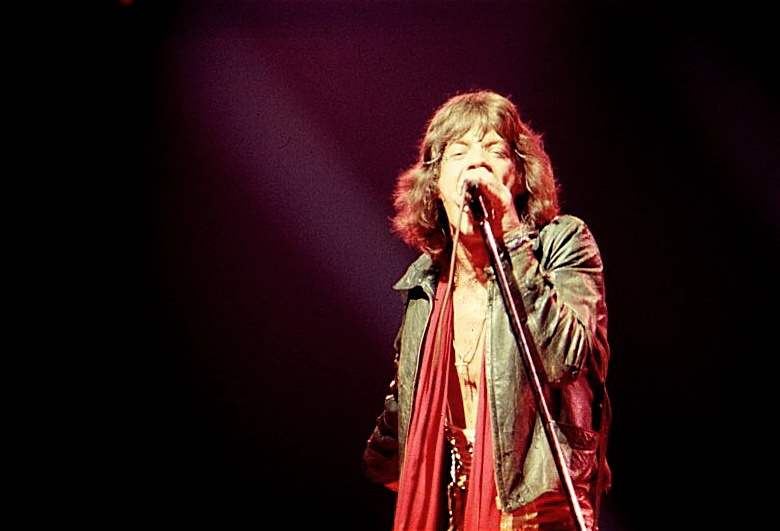
Mick Jagger durante un concerto a New York del 1972

Dopo la morte del chitarrista Brian Jones, avvenuta nel 1969, Mick Jagger decide di dare una svolta alla band, assumendosi più responsabilità organizzative e contribuendo in maniera essenziale: durante la tournée negli Stati Uniti del 1972, gli Stones suoneranno a New York con un tipico look aggressivo e glamour.
Gli anni settanta diventano per Mick Jagger un decennio impegnativo: la tossicodipendenza di Keith, infatti, lo induce a occuparsi con molta solerzia della produzione musicale legata alla band più longeva del rock.

### Mick solista (1980-1993)
Nel 1980, dopo alcuni litigi con Keith e nonostante il continuo successo della band, Mick Jagger tenta una carriera da solista. Nel 1985 esce She's the Boss, di discreto successo, in cui spicca il brano Just Another Night. Due anni dopo tenta un secondo album solista, Primitive Cool, che ottiene buoni giudizi da parte della critica, ma realizza un minor numero di copie vendute. Wandering Spirit è il suo terzo album, che esce solo nel 1993, con un lancio accompagnato anche da un mini-tour.

### Mick ritorna agli Stones (1994-oggi)
Ricucite le divergenze all'interno dei Rolling Stones, Mick Jagger ritorna a tempo pieno a scrivere testi e contribuisce alla ristrutturarazione della band, che acquisisce così un sound più pulito, moderno e armonioso; ai nuovi album, inoltre, vengono associati imponenti e spettacolari tour mondiali. Nel 1997 esce l'album Bridges to Babylon, in cui spicca il brano Anybody Seen My Baby?. I Rolling Stones sono di nuovo sulle vette delle classifiche, e a tale successo seguiranno altri anni di celebrità e di concerti. Nel 2002 esce la raccolta Forty Licks, mentre due anni dopo Jagger compone le musiche per il film Alfie insieme a Dave Stewart (ex Eurythmics). Nel 2005, dopo la pubblicazione dell'album A Bigger Bang, inizia un tour mondiale.
Nel 2003, ormai ripulito anche dalle droghe e dagli eccessi, viene insignito del titolo inglese di baronetto, lo stesso titolo che durante gli anni sessanta era stato assegnato ai Beatles. Dal 2011 Mick Jagger è anche un componente del supergruppo SuperHeavy. Christina Aguilera e Adam Levine si ispirano a lui per scrivere la hit Moves like Jagger, che viene presentata per la prima volta il 22 giugno 2011 durante il programma televisivo The Voice USA.
Nel 2023, Jagger è stato onorato a Dartford con una statua.

## Vita privata
Jagger è stato sposato dal 1971 al 1978 con Bianca Pérez-Mora Macias, mentre dal 1990 al 1999 è stato sposato con Jerry Hall. Nel 2001 si lega alla stilista L'Wren Scott, morta suicida il 17 marzo 2014. Ha avuto 8 figli: Karis (con la cantante Marsha Hunt, 1970); Jade (con la prima moglie Bianca Jagger, 1971); Elizabeth (1984), James (1985), Georgia (1992) e Gabriel (1997) (con la seconda moglie Jerry Hall); Lucas (con la modella Luciana Gimenez, nel 1999). Ha 5 nipoti e il 19 maggio 2014 sua nipote Assisi, figlia di Jade, dà alla luce una bambina di nome Ezra Key, rendendo Jagger bisnonno. L'8 dicembre 2016 è diventato padre per l'ottava volta a 73 anni, quando la sua fidanzata, la ballerina ventinovenne Melanie Hamrick, ha dato alla luce un bambino di nome Deveraux. Nel 2023 ha comprato casa a Noto in Sicilia, località ben nota al cantante.

### Amicizia con Keith Richards

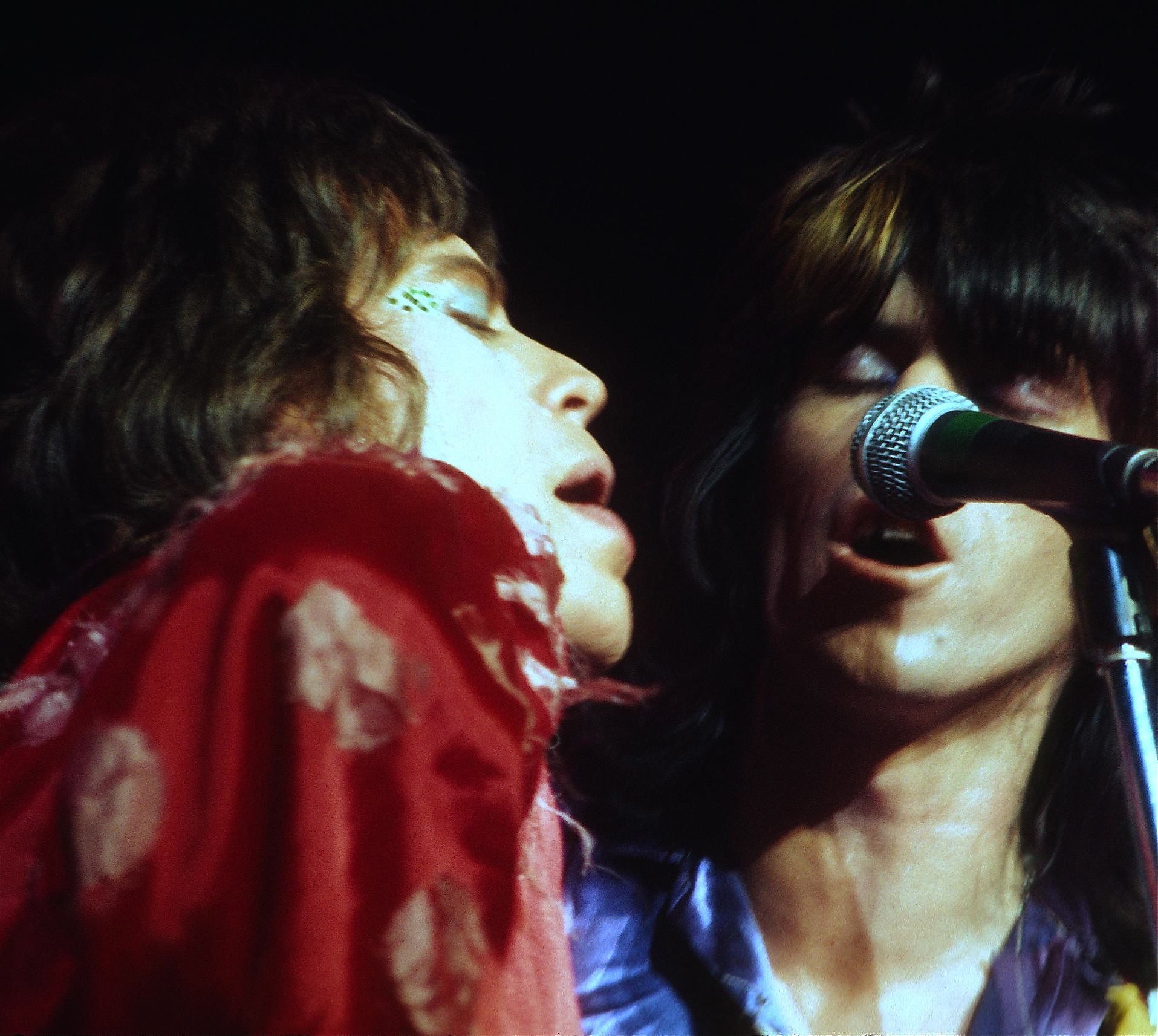
Jagger & Richards cantano insieme durante un concerto a San Francisco del 1972.

La relazione di Jagger con il compagno di band Keith Richards è stata spesso definita dalla stampa come un rapporto di "amore-odio". Richards stesso, a proposito delle litigate storiche tra i due, disse in una intervista del 1998: «Penso ai nostri litigi come a delle liti familiari. Se sono io a gridare ed urlare contro di lui, è perché nessun altro ha il coraggio di farlo, oppure non sono pagati per farlo. Allo stesso tempo, mi auguro che Mick si renda conto che io sono un amico che sta solo cercando di portarlo sulla strada giusta per fargli fare ciò che deve essere fatto».

### Politica
Jagger ha espresso il suo sostegno al Partito Conservatore britannico e dichiarato stima nei confronti di Margaret Thatcher. Tuttavia ha affermato di voler restare apolitico dopo essere stato invitato ad un evento dal Primo Ministro David Cameron nel 2012. Nel 2014 si è dichiarato contrario all'indipendentismo scozzese in occasione del referendum sull'indipendenza della Scozia. Jagger ha sostenuto David Cameron e si è dichiarato favorevole alla Brexit. Durante il Festival di Venezia 2019 ha apertamente criticato le azioni dell'amministrazione Trump in merito al riscaldamento globale.

### Impegno per la protezione dell'ambiente
Mick Jagger sostiene l'organizzazione per la conservazione della vita marina Sea Shepherd. Per il trentesimo anniversario dell'organizzazione, ha organizzato, insieme a Pierce Brosnan, un galà di beneficenza durante il quale ha messo all'asta una chitarra autografata. Jagger sostiene anche la Soil Association, impegnata nell'agricoltura biologica nel Regno Unito.
Jagger, insieme ai suoi compagni di band, protestò contro un progetto di costruzione in cui diversi alberi, che avevano più di cento anni, avrebbero dovuto essere abbattuti. La protesta ebbe successo, ma 50 alberi erano già stati abbattuti in anticipo. Con la sua testimonianza social  il 14 dicembre 2023 ha valorizzato e fatto conoscere in tutto il mondo il Ficus di Villa Garibaldi a Palermo, uno degli alberi monumentali d'Italia.

## Cinema
- Mick Jagger, come attore, ha recitato in alcuni film, tra cui si ricordano I fratelli Kelly , Sadismo, Freejack , La tela dell'inganno (film del 2019 diretto dall'italiano Giuseppe Capotondi) e L'ultimo gigolò .
- Nel 1969 apparve, attraverso filmati d'archivio, nel film Invocation of My Demon Brother di Kenneth Anger, del quale curò anche la colonna sonora.
- Mick Jagger venne preso in considerazione per interpretare Alex De Large in Arancia meccanica e gli altri membri dei Rolling Stones avrebbero dovuto essere i complici drughi.
- Nel film I Flintstones in Viva Rock Vegas, fra i vari personaggi, appare Mick Jagged interpretato dall'attore Alan Cumming, chiaro rifacimento di Mick Jagger.

## Discografia

### Da solista
Album in studio
- 1985 - She's the Boss (CBS)
- 1987 - Primitive Cool (CBS)
- 1993 - Wandering Spirit (Atlantic)
- 2001 - Goddess in the Doorway (Virgin)

Colonne sonore
- 2004 - Alfie (Rhino)

Raccolte
- 2007 - The Very Best of Mick Jagger (Rhino)

Singoli
- 1970 - Memo from Turner
- 1985 - Just Another Night
- 1985 - Dancing in the Street (con David Bowie)
- 1985 - Lucky in Love
- 1987 - Let's Work
- 1993 - Sweet Thing
- 2001 - God Gave Me Everything (con Lenny Kravitz)
- 2002 - Visions of Paradise
- 2004 - Old Habits Die Hard
- 2008 - Charmed Life
- 2017 - Gotta Get A Grip
- 2017 - England Lost

## Filmografia

### Attore
- One Plus One (conosciuto anche come Sympathy for the Devil), regia di Jean-Luc Godard (1968)
- Invocation of My Demon Brother, regia di Kenneth Anger (1969)
- Umano, non umano, regia di Mario Schifano (1969)
- I fratelli Kelly (Ned Kelly), regia di Tony Richardson (1970)
- Sadismo (Performance), regia di Nicolas Roeg e Donald Cammell (1970)
- Wings of Ash: Pilot for a Dramatization of the Life of Antonin Artaud, regia di Marcus Reichert (1978)
- Running Out of Luck, regia di Julien Temple (1987)
- Freejack - In fuga nel futuro (Freejack), regia di Geoff Murphy (1991)
- Bent, regia di Sean Mathias (1997)
- L'ultimo gigolò (The Man from Elysian Fields), regia di George Hickenlooper (2001)
- Enigma, regia di Michael Apted (2001)
- La rapina perfetta (The Bank Job), regia di Roger Donaldson (2008)
- La tela dell'inganno (The Burnt Orange Heresy), regia di Giuseppe Capotondi (2019)

#### Documentari dove appare Mick Jagger
- Shine a Light, regia di Martin Scorsese (2008)

### Produttore
- Get on Up - La storia di James Brown (Get on Up), regia di Tate Taylor (2014)
- Vinyl – serie TV, 10 episodi (2016)

## Doppiatori italiani
- Pino Colizzi in Sadismo
- Rodolfo Bianchi in Freejack - Fuga nel futuro
- Michele Kalamera in L'ultimo gigolò
- Mario Cordova in La tela dell'inganno
- Sergio Lucchetti in Bent (doppiaggio tardivo)